# Левковец
Левковец — дворянский род.
Определением Правительствующего Сената от 9 сентября 1879 года, утверждено постановление С.-Петербургского дворянского депутатского собрания от 6 июня 1874 года, о внесении в третью часть дворянской родословной книги коллежских советников Василия и Николая Лаврентьевых Левковец, с детьми первого: Владимиром, Василием, Александром, Верой, Ольгой, Надеждой и Елизаветой, и второго: Владимиром, Александром, Леонидом, Екатериной, Александрой и Евгенией, по личным заслугам отца первых, а последних деда, статского советника Лаврентия Емельяновича Левковец.

## Описание герба
В лазоревом щите золотой стоящий лев с червлёными глазами и языком держит в правой лапе три серебряных цветка левкоя.
Над щитом дворянский шлем с короной. Нашлемник: три серебряных цветка левкоя, перевязанных лазоревой лентой. Намёт: лазоревый с золотом. Девиз: «LABORE» золотыми буквами на лазоревой ленте.
Герб Левковца внесён в Часть 13 Общего гербовника дворянских родов Всероссийской империи, стр. 76.